# Pestalozzi-Bibliothek Zürich

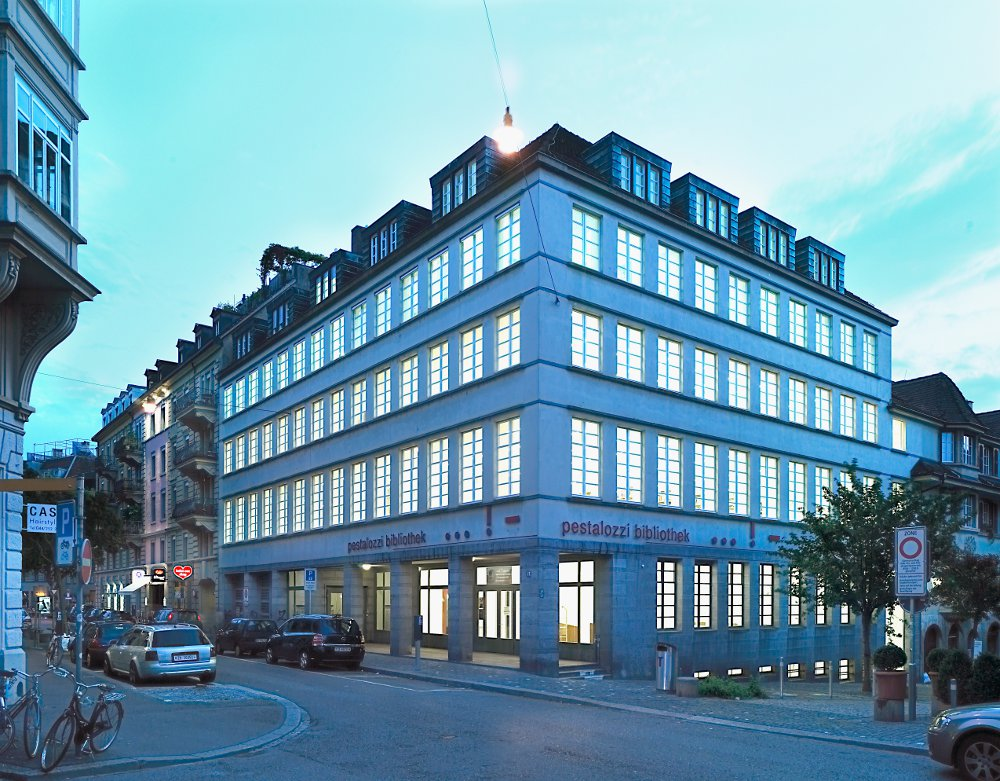
PBZ Pestalozzi-Bibliothek in der Zürcher Altstadt beim Central

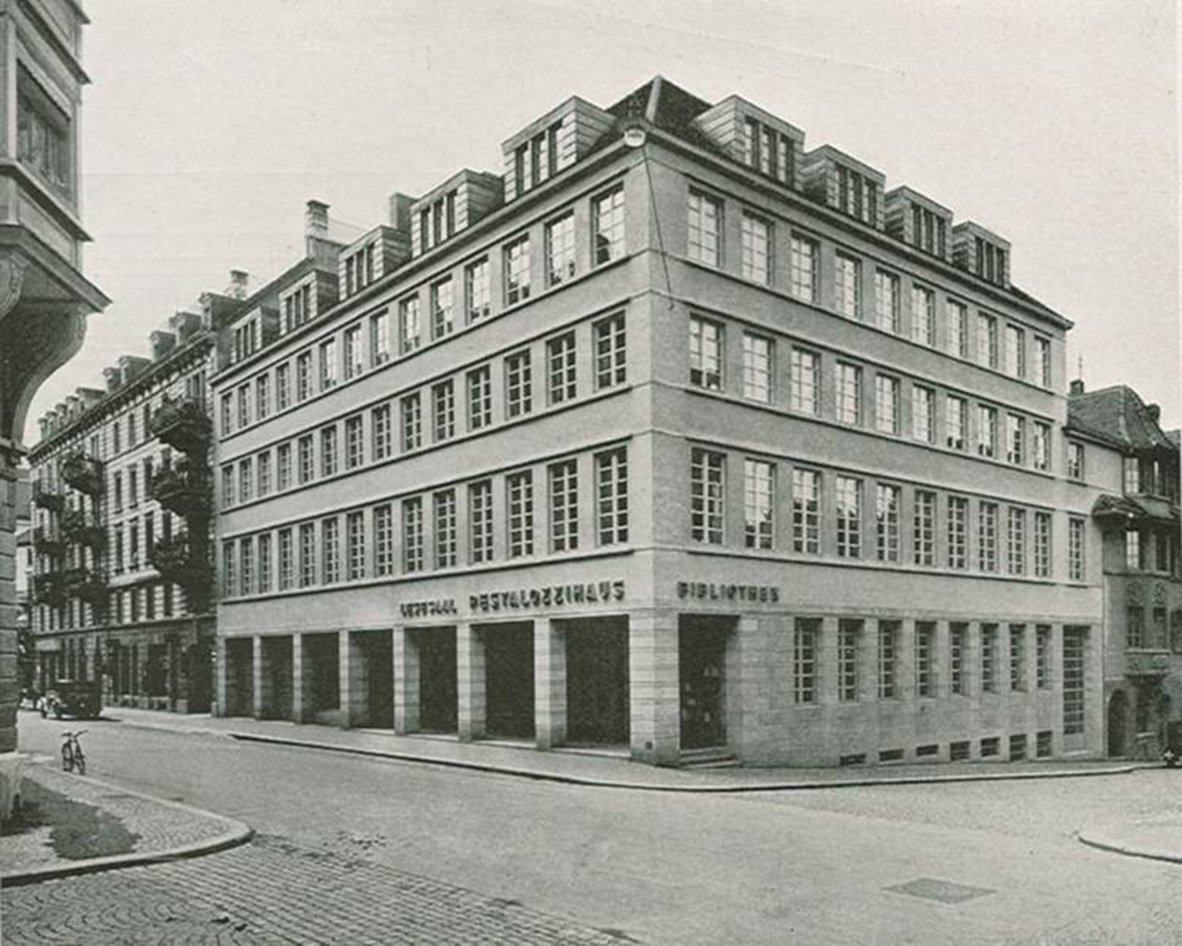
Pestalozzihaus an der Zähringerstrasse in Zürich um 1932

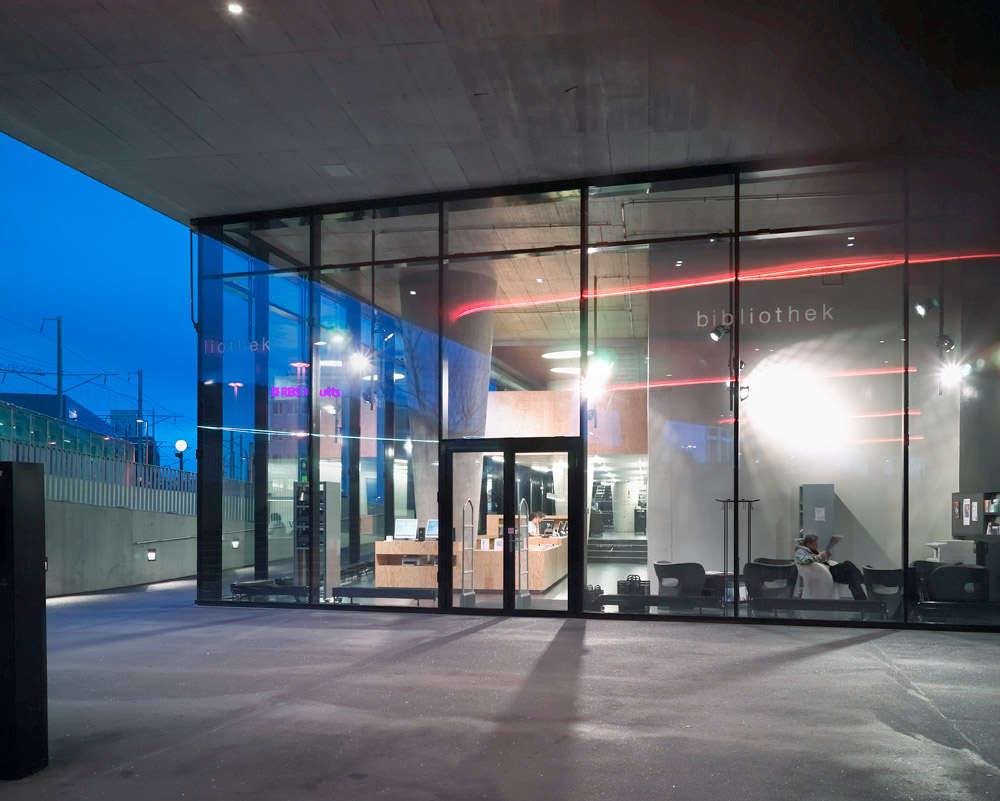
PBZ Pestalozzi-Bibliothek im Einkaufszentrum Sihlcity in Zürich

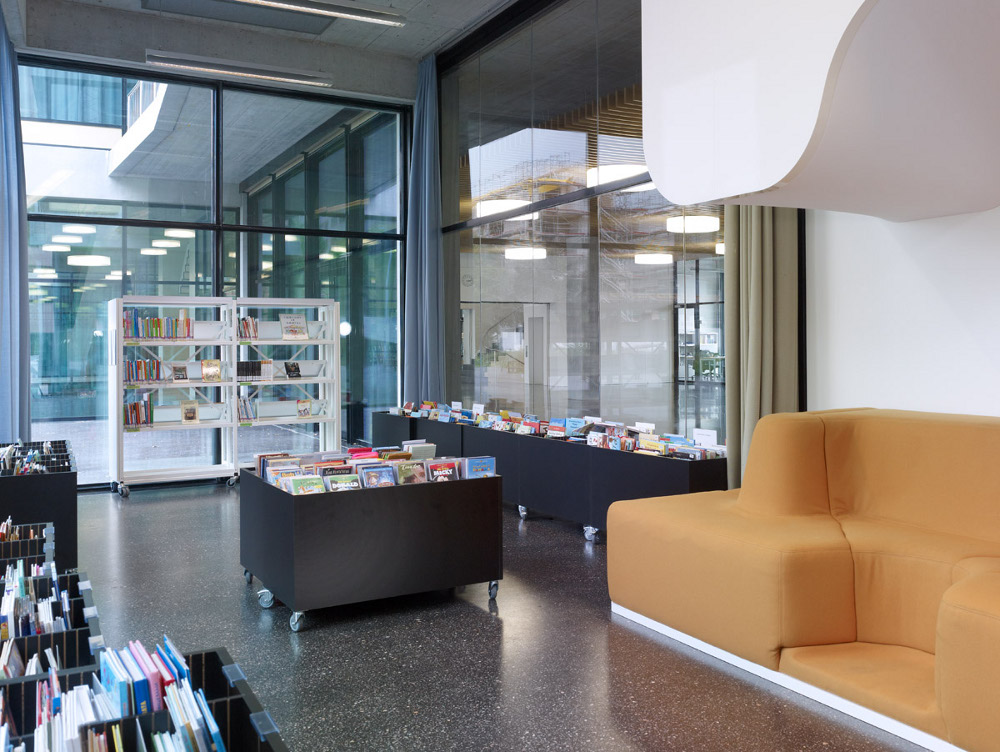
Interkulturelle Bibliothek im Hardauquartier in Zürich

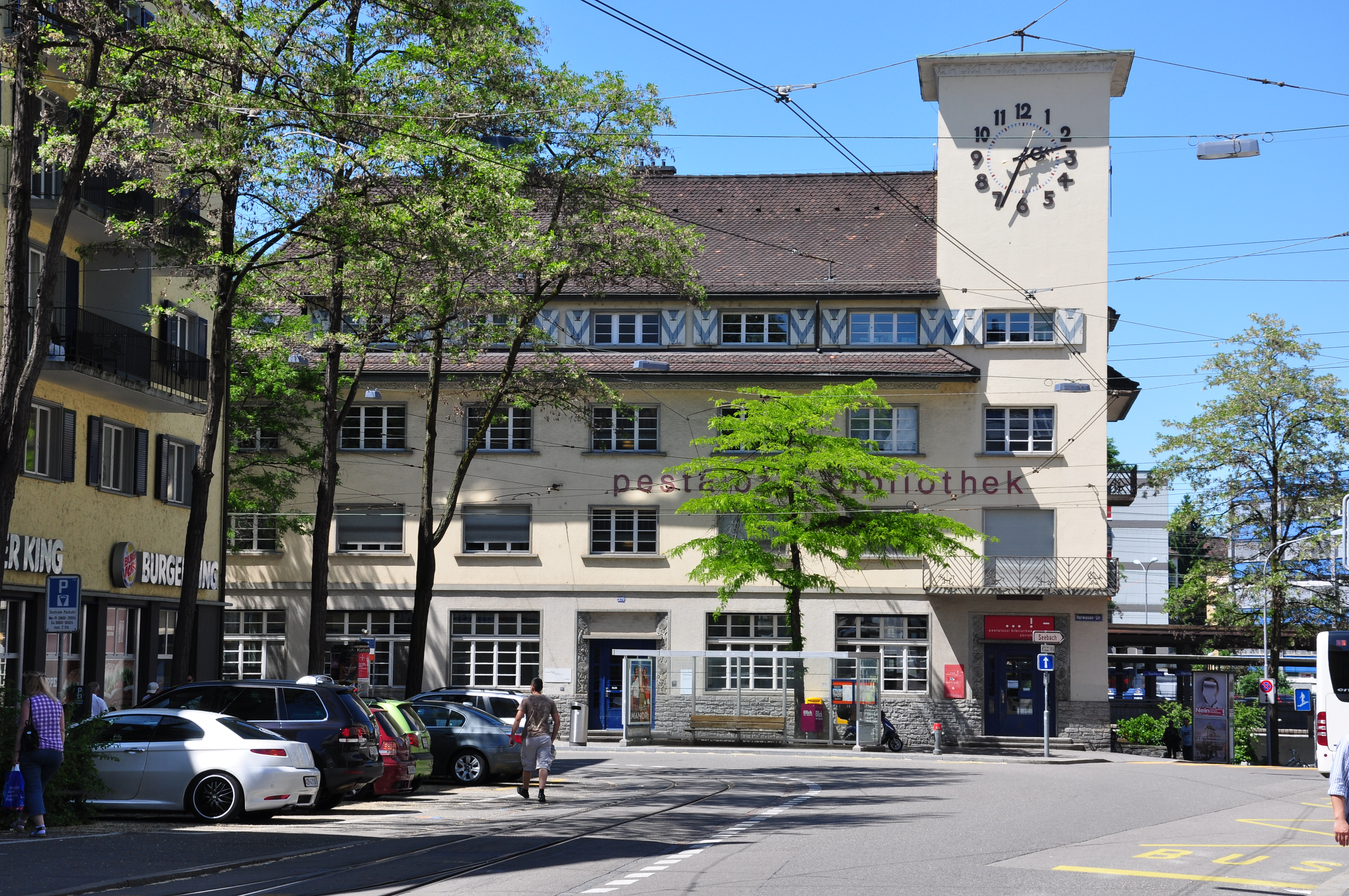
PBZ Pestalozzi-Bibliothek beim Bahnhof Oerlikon in Zürich

Die PBZ Pestalozzi-Bibliothek Zürich ist die öffentliche Bibliothek in der Stadt Zürich mit 14 Bibliotheken.

## Leseförderung, Kinderanimation und Veranstaltungen
Neben den klassischen Bibliotheksdienstleistungen wie Medienausleihe, Katalogrecherche, Internetzugang, Lese- und Arbeitsplätzen engagiert sich die Pestalozzi-Bibliothek Zürich im Bereich der Leseförderung. Ausserdem bietet sie Kinderveranstaltungen an und führt unterschiedlich kulturelle Veranstaltungen – vor allem Lesungen – durch. Jährlich finden rund 400 Events für Kinder und Jugendliche statt, wovon gut die Hälfte Leseanimationen im Rahmen des mehrfach preisgekrönten Leseförderungsprojekts Family Literacy für Kinder und ihre Eltern sind. Für Erwachsene führt die PBZ jährlich ca. 200 Events durch. Darüber hinaus wird die PBZ pro Jahr über 1500 Mal von einer Schulklasse aus der Stadt Zürich besucht.

## Geschichte

### 1896–1900
Aus Anlass des 150. Geburtstags von Johann Heinrich Pestalozzi wurde 1896 der Verein Pestalozzigesellschaft in Zürich gegründet; mit dem Zweck, die Schaffung von allgemein öffentlichen Bibliotheken – sogenannte Volksbibliotheken – voranzutreiben und damit die Volksbildung zu fördern. In der ersten Aufbauphase wurden bestehende Lesesäle von verschiedenen Gesellschaften übernommen. Bereits 1897 konnte der ordentliche Betrieb im eigenen, neuen Bibliothekslokal im Schulhaus Schanzengraben aufgenommen werden. Obwohl die Bibliothek zunächst nur für Erwachsene bestimmt war, wurden von Anfang an Jugendschriften und Jugendliteratur geführt. Da die Bibliothek im Stadtzentrum sehr rege benutzt wurde, plante die Pestalozzigesellschaft zur Entlastung der Hauptstelle schon bald die Errichtung einer oder zwei Filialen. Damit zeichnete sich bereits zur Jahrhundertwende die spätere Entwicklung der PBZ Pestalozzi-Bibliothek Zürich von einer einzelnen Bibliothek hin zu einem Netzwerk von über die ganze Stadt verteilten Bibliotheken ab.

### 1901–2000
In einer ersten Ausbauphase wurden Bibliotheken in den Quartieren Neumünster (1902), Unterstrass (1904), Aussersihl (1907) und Enge (1925) eröffnet. 1932 wurde das Pestalozzihaus an der Zähringerstrasse in der Zürcher Altstadt fertiggestellt und der Hauptlesesaal und die Gesellschaftsverwaltung bezogen das Gebäude. Mit der zweiten Eingemeindung von Zürich 1934 übernimmt die Pestalozzigesellschaft die Bibliotheken der vorher eigenständigen Gemeinden Albisrieden, Altstetten, Höngg, Oerlikon, Schwamendingen und Witikon. In den bald darauffolgenden Kriegsjahren werden die Lesesäle als offizielle Wärmestuben genutzt. 1952 erhält die Pestalozzigesellschaft vom Schulamt den Auftrag für die Gesamtplanung zur Versorgung von Gross-Zürich mit Bibliotheken und Lesesälen für Erwachsene und Kinder. 1954 wird die erste sogenannte Freihandbibliothek der Stadt in Oerlikon eröffnet und damit der Wandel der PBZ zu einer modernen, multimedialen Bibliothek angekündigt: Es folgt 1973 die Umstellung der Hauptstelle auf Freihandausleihe und die Einführung von Tonkassetten (1975) und Gesellschaftsspielen (1976) als Ausleihmedien. 1984 wird der letzte Quartierlesesaal geschlossen und 1987 werden CDs und Landkarten ins Medienangebot aufgenommen. In den 90er Jahren kommen Videokassetten und CD-ROM dazu.

### 2001–2018
Mit der Renovation der Bibliotheken in den Quartieren Aussersihl und Schwamendingen im Jahr 2004 begann die Phase der architektonischen Erneuerung der PBZ. 2007 wurde die ehemalige Hauptstelle an der Zähringerstrasse in der Zürcher Altstadt komplett renoviert. Das Gebäude beherbergt seither die Bibliothek Altstadt und die Verwaltung aller Bibliotheken. Zum gegenwärtigen Medienangebot gehören Bücher für Erwachsene, Kinder und Jugendliche, E-Medien (E-Books, E-Audios und E-Papers plus Datenbanken), Hörbücher, Musik-CDs, Kinder-CDs, Sprachkurse, Landkarten, Musiknoten, DVDs, CD-ROM, Zeitungen und Zeitschriften. Verschiedene Bibliotheken der PBZ führen ausserdem fremdsprachige Medien – in der 2009 eröffneten interkulturellen Bibliothek Hardau in insgesamt zwölf verschiedenen Sprachen. An der Mitgliederversammlung vom 3. Juli 2012 in Zürich wurde der Trägerverein in «PBZ Pestalozzi-Bibliothek Zürich» umbenannt. Damit haben der Verein und die Bibliothek nun den gleichen Namen. Im Zuge der Renovation und Erweiterung der beiden Bibliotheken in Oerlikon und Unterstrass wurde die reine Kinder und Jugendbibliothek am Bucheggplatz im Sommer 2013 geschlossen, im Februar 2015 folgte die Schliessung der PBZ Seebach. Die PBZ umfasst seither 14 Bibliotheken.

### Seit 2019
Im September 2016 stimmte das Zürcher Stimmvolk dem Kredit für das Projekt Schütze-Areal zu. Während der zweijährigen Bauphase entstand auf dem ehemaligen Industrieareal im Kreis 5 eine Primarschule, ein Quartierzentrum, eine PBZ-Bibliothek und Räume für die Büros der Verwaltung der PBZ. Im Sommer 2019 wurde die PBZ Bibliothek Schütze eröffnet, im gleichen Schritt wurde die PBZ Bibliothek Wipkingen geschlossen.

## Organisation

### PBZ Pestalozzi-Bibliothek Zürich
Der Trägerverein der PBZ Pestalozzi-Bibliothek Zürich ist der 1896 gegründete, gleichnamige Verein (ursprünglich Pestalozzigesellschaft in Zürich). Alle Nutzer der Bibliothek, die eine Jahreskarte besitzen sind zugleich Mitglied des Vereins und somit an der jährlichen Mitgliederversammlung stimmberechtigt. Finanziert wird der Betrieb grösstenteils durch Beiträge der Stadt Zürich. Die restlichen Mittel setzen sich aus Nutzungsgebühren, kantonalen Beiträgen und verschiedenen weiteren Erlösen zusammen. Vereinspräsidentin des Vereins PBZ Pestalozzi-Bibliothek Zürich ist Marianne Aubert. Mit der operativen Geschäftsleitung der PBZ ist Felix Hüppi betraut. Die Bibliothek hat rund 110 Angestellte. Die zentrale Verwaltung befindet sich an der Heinrichstrasse in der 2019 eröffneten PBZ Bibliothek Schütze im Kreis 5.

## Standorte
Insgesamt verfügt die PBZ Pestalozzi-Bibliothek Zürich über 14 Bibliotheken in der ganzen Stadt Zürich:
- PBZ Bibliothek Altstadt
- PBZ Bibliothek Affoltern
- PBZ Bibliothek Altstetten
- PBZ Bibliothek Aussersihl
- PBZ Bibliothek Hardau
- PBZ Bibliothek Höngg
- PBZ Bibliothek Leimbach
- PBZ Bibliothek Oerlikon
- PBZ Bibliothek Riesbach
- PBZ Bibliothek Schütze
- PBZ Bibliothek Schwamendingen
- PBZ Bibliothek Sihlcity
- PBZ Bibliothek Unterstrass
- PBZ Bibliothek Witikon

## Open Library
Die PBZ setzt verstärkt auf eine moderne Bibliothek, in der die Open Library nicht fehlen darf. Die Open Library bietet eine flexible Nutzung ausserhalb der bedienten Öffnungszeiten in der Regel sieben Tage die Woche. Aktuell wird die Open Library an folgenden Standorten angeboten: PBZ Altstadt, PBZ Oerlikon, PBZ Schütze und PBZ Schwamendingen. Sie sind von Montag bis Sonntag von 6.00 bis 22.00 Uhr geöffnet, weitere kommen laufend hinzu.